# غملول دمشقي
الغملول الدمشقي (باللاتينية: Acantholimon damassanum) نوع نباتي يتبع جنس الغملول من الفصيلة الرصاصية.

## الموئل والانتشار
موطنه جبال ساحل بلاد الشام الشمالي والأوسط.